# Nhà thờ Hồi giáo Al Noor, Christchurch
Nhà thờ Hồi giáo Al Noor (tiếng Ả Rập: مسجد النور‎, Masjid Al Noor) là một nhà thờ Hồi giáo lớn ở Riccarton, Christchurch, New Zealand. Tòa nhà được quản lý bởi Hiệp hội Hồi giáo Canterbury (MAC), được thành lập vào năm 1977.